# Proxmox Virtual Environment
Proxmox Virtual Environment（简称：Proxmox VE、PVE），是一个开源的服务器虚拟化环境Linux发行版。Proxmox VE基于Debian，使用基于Ubuntu的定制内核
，包含安装程序、网页控制台和命令行工具，并且向第三方工具提供了REST API，在Affero通用公共许可证第三版下发行。Proxmox VE支持两类虚拟化技术：基于容器的LXC（自4.0版开始，3.4版及以前使用OpenVZ技术）和硬件抽象层全虚拟化的KVM。
Proxmox名字本身没有意义。

## 历史
Proxmox VE是Linux开发者Dietmar和Martin Maurer为了解决OpenVZ不提供备份工具及管理界面而开发的软件。KVM支持则在后续被加入。首个版本的Proxmox VE发布于2008年4月。

## 功能
Proxmox VE的功能包括实时迁移、高可用性集群、内建系统模板、备份和命令行工具。Proxmox VE支持本地LVM、目录和ZFS储存，以及iSCSI、光纤通道、NFS、GlusterFS、CEPH和DRBD等网络储存。